# Otolelus brunneomaculatus
Otolelus brunneomaculatus là một loài bọ cánh cứng trong họ Aderidae. Loài này được Pic miêu tả khoa học năm 1907.